# انسان بازیگر
انسان بازیگر (Homo Ludens)، عنوان کتابی است که در سال ۱۹۳۸ توسط مورخ هلندی و نظریه‌پرداز فرهنگی، یوهان هویزینگا چاپ شد. این کتاب، اهمیت عنصر بازی فرهنگ و جامعه را مورد بحث قرار می‌دهد. هویزینگا پیشنهاد می‌کند که بازی شرط آغازین و لازم (هرچند نه کافی) برای تولید فرهنگ است. کلمه لاتین ludens فاعل فعلی فعل ludere، که خود با اسم ludus هم‌خانواده است. Ludus هیچ معادل مستقیمی در زبان انگلیسی ندارد، زیرا به‌طور همزمان به ورزش، بازی، مدرسه و تمرین اشاره دارد.